# 日本ドキュメントフィルム
株式会社日本ドキュメントフィルム（にほんどきゅめんとふぃるむ）は、日本の記録映画製作会社。

## 概要
1955年4月、戦前に占領地域の記録映画なども監督した亀井文夫によって設立された。社会派のドキュメンタリーだけでなく企業のPR映画も製作してきた。被爆者救援のための記録映画『生きていてよかった』で、第7回ブルーリボン賞企画賞・第30回キネマ旬報ベスト・テン入賞。核実験による環境汚染を警告した『世界は恐怖する 〜「死の灰」の正体〜』で世界平和評議会賞、優秀映画鑑賞会推薦。『生物みなトモダチ」パートⅠ 農事篇』で、日本ペンクラブ1983年度優秀映画ノン・シアトリカル部門第1位受賞。亀井の死後、製作した『人間よ傲るなかれ　〜映画監督亀井文夫の世界〜』は、文化庁映画芸術振興事業助成対象作品となる。勅使河原宏、菊地周、藤林伸治ら優れた映像作家、放送作家の松井宏夫らを輩出している。

## フィルモグラフィ
- 『生きていてよかった』（亀井文夫監督、原水爆禁止日本協議会提携作品、1956年）
- 『流血の記録 砂川』（亀井文夫監督、1957年）
- 『世界は恐怖する 死の灰の正体』（亀井文夫監督、1957年）
- 『モデルと写真家』（東宝芸能提携作品、中村正也、小山内治夫監督、1958年）
- 『鳩ははばたくく—第4回原水禁大会・平和行進の記録』（亀井文夫監督、1958年）
- 『荒海に生きる—マグロ漁民の生態』（1958年
- 『女は下着で作られる』（鴨居羊子監修・監督、1958年）
- 『人間みな兄弟』（芸術映画社＝松本プロダクション提携作品、亀井文夫監督、1960年）
- 『JAL空の旅シリーズ ヨーロッパ モデルコース』（亀井文夫監督、1965年）
- 『のり平 アメリカ紀行』（小島義史監督、1965年）
- 『JAL空の旅シリーズ 香港・台北』（亀井文夫監督、1965年）
- 『のり平 トラベル・マナー』（倉益琢磨監督、1966年）
- 『JAL空の旅シリーズ 新・南十字星は招く』（亀井文夫監督、1968年）
- 『明日の幸せを願って―世界をつなぐ伊藤忠』（阿部隆監督・亀井文夫監修、1981年）[2]
- 『生物みなトモダチ〜トリ・ムシ・サカナの子守歌』（亀井文夫監督、1987年）
- 『人間よ傲るなかれ 〜映画監督亀井文夫の世界〜』（手塚陽監督、1991年）
- 『戦ふ映画人の記録 〜来なかったのは軍艦だけ〜』（清島利典監督、1998年）
- 『ISAKU』（清島利典監督、2001年）